# Preverina
Preverina es un género de foraminífero bentónico considerado un sinónimo posterior de Chapmanina de la familia Chapmaninidae, de la superfamilia Rotalioidea, del suborden Rotaliina y del orden Rotaliida. Su especie tipo era Chapmania galea. Su rango cronoestratigráfico abarca desde el Chattiense (Oligoceno superior) hasta el Tortoniense (Mioceno medio).

## Clasificación
Preverina incluye a la siguiente especie:
- Preverina galea †